# シュマン (ベリオ)
シュマン (Chemins フランス語で「道」の意、複数形)は、イタリアの作曲家、ルチアーノ・ベリオが作曲した、セクエンツァの各作品を元に管弦楽や室内管弦楽などと一緒に演奏するように編曲された作品である。

## 楽曲構成
- シュマン I - セクエンツァIIによる（ハープと管弦楽のための）
- シュマン II - セクエンツァVIによる （ヴィオラと9人のアンサンブルのための）
- シュマン IIb - （管弦楽のための）
- シュマン IIc - （バスクラリネットと管弦楽のための）
- シュマン III - シュマンIIによる（ヴィオラと管弦楽のための）
- シュマン IV - セクエンツァVIIによる （オーボエと弦楽合奏のための）
- シュマン V - セクエンツァXIによる （ギターと管弦楽のための）
- シュマン ex V - セクエンツァIXによる （クラリネットとエレクトロニクスのための）
- シュマン VI「コル・オド Kol Od」（ヘブライ語で「悠久」） - セクエンツァXによる（トランペットとアンサンブルのための）
- シュマン VII「レシ Récit」（フランス語で「物語」） - セクエンツァIXbによる（アルトサクソフォンと管弦楽のための）
- コラール - セクエンツァVIIIによる（ヴァイオリン、2本のホルンと弦楽合奏のための）

「シュマンV」と「シュマン ex V」はそれぞれ別の原曲を参照していることに注意を要する。ただし「シュマン ex V」は先にそれが作られ、のちにエレクトロニクスを省いて「セクエンツァIX」が作られた。Vの番号が重なっているのは、ex Vは撤回したとされていたためである。ex Vはベリオが創立間もないIRCAMで一時期教育部門職を務めていたことにより、そこで制作したものである。同じくIRCAM創立期に作曲したブーレーズの「レポン」と同じく、4Xコンピュータを用いて制作された。